# Thomas Xenakis
Thomas Xenakis (em grego:  Θωμάς Ξενάκης; Naxos, 30 de março de 1875 – Orange County, 7 de julho de 1942), foi um ginasta grego que competiu em provas de ginástica artística.
Nos Jogos de Atenas, disputados "em casa", Xenakis competiu individualmente e por equipes nas barras paralelas e na escalada de corda. Neste aparelho, saiu-se o segundo colocado, em disputa vencida pelo compatriota Nikolaos Andriakopoulos. Nas barras coletivas, foi um membro da equipe formada ainda por Andriakopoulos, Spyros Athanasopoulos e Petros Persakis, também segunda colocada no evento, após ser superada pela Alemanha de Carl Schuhmann.